# Circuito Mundial de Voleibol de Praia de 2010
O Circuito Mundial de Voleibol de Praia de 2010 foi uma série de competições internacionais de vôlei de praia organizadas pela Federação Internacional de Voleibol (FIVB).Para a edição 2010, o Circuito incluiu 8 torneios Open para o naipe feminino e 6 torneios Open para a variante masculina,  6 torneios Grand Slams para as disputas entre as mulheres e 5 para o certame masculino, além da edição da Série Mundial de 2011 que foi disputado em cada naipe.

## Calendário

### Feminino
| Torneio                                                                         | Ouro                                         | Prata                                        | Bronze                                           | Quarto lugar                                     |
| Aberto de Brasília Brasília, Brasil De 19 a 24 de abril de 2010                 | BrasilLarissa França · Juliana Silva         | AlemanhaSara Goller · Laura Ludwig           | BrasilMaria Clara Salgado · Carolina Salgado     | Estados UnidosJennifer Kessy · April Ross        |
| Aberto de Xangai Xangai, China De 4 a 9 de maio de 2010                         | Estados UnidosJennifer Kessy · April Ross    | BrasilLarissa França · Juliana Silva         | BrasilTalita Antunes · Maria Elisa Antonelli     | Estados UnidosMisty May-Treanor · Nicole Branagh |
| Grand Slam de Roma Roma, Itália De 17 a 22 de maio de 2010                      | Estados UnidosJennifer Kessy · April Ross    | AlemanhaSara Goller · Laura Ludwig           | BrasilTalita Antunes · Maria Elisa Antonelli     | Estados UnidosMisty May-Treanor · Nicole Branagh |
| Aberto de Seul Seul, Coreia do Sul De 25 a 30 de maio de 2010                   | BrasilLarissa França · Juliana Silva         | Estados UnidosAngela Akers · Tyra Turner     | Estados UnidosJennifer Kessy · April Ross        | BrasilTalita Antunes · Maria Elisa Antonelli     |
| Grand Slam de Moscou Moscou, Rússia De 7 a 14 de junho de 2010                  | ChinaXue Chen · Zhang Xi                     | Estados UnidosJennifer Kessy · April Ross    | BrasilLarissa França · Juliana Silva             | BrasilTalita Antunes · Maria Elisa Antonelli     |
| Grand Slam de Stavanger Stavanger, Noruega De 28 de junho a 3 de julho de 2011  | BrasilLarissa França · Juliana Silva         | BrasilTalita Antunes · Maria Elisa Antonelli | Estados UnidosMisty May-Treanor · Nicole Branagh | ChéquiaHana Klapalová · Lenka Háječková          |
| Grand Slam de Gstaad Gstaad, Suíça De 5 a 10 de julho de 2011                   | BrasilLarissa França · Juliana Silva         | AlemanhaSara Goller · Laura Ludwig           | ChinaXue Chen · Zhang Xi                         | BrasilTalita Antunes · Maria Elisa Antonelli     |
| Série Mundial de Marseille Marseille, França De 19 a 25 de julho de 2010        | BrasilTalita Antunes · Maria Elisa Antonelli | ÁustriaDoris Schwaiger · Stefanie Schwaiger  | ÁustriaSara Montagnolli · Barbara Hansel         | Países BaixosSanne Keizer · Marleen van Iersel   |
| Grand Slam de Klagenfurt Klagenfurt, Áustria De 26 a 31 de julho de 2010        | BrasilLarissa França · Juliana Silva         | BrasilVivian Cunha · Taiana Lima             | AlemanhaSara Goller · Laura Ludwig               | ÁustriaSara Montagnolli · Barbara Hansel         |
| Grand Slam de Stare Jabłonki Stare Jabłonki, Polônia De 2 a 8 de agosto de 2010 | BrasilLarissa França · Juliana Silva         | ChinaXue Chen · Zhang Xi                     | BrasilTalita Antunes · Maria Elisa Antonelli     | ÁustriaSara Montagnolli · Barbara Hansel         |
| Aberto de Kristiansand Kristiansand, Noruega De 9 a 14 de agosto de 2010        | BrasilLarissa França · Juliana Silva         | ChinaXue Chen · Zhang Xi                     | BrasilMaria Clara Salgado · Carolina Salgado     | Estados UnidosJennifer Kessy · April Ross        |
| Aberto de Aland Aland, Finlândia De 16 a 21 de agosto de 2010                   | ChinaXue Chen · Zhang Xi                     | BrasilLarissa França · Juliana Silva         | BrasilTalita Antunes · Maria Elisa Antonelli     | BrasilVivian Cunha · Taiana Lima                 |
| Aberto de Haia Haia, Países Baixos De 24 a 28 de agosto de 2010                 | BrasilTalita Antunes · Maria Elisa Antonelli | ChinaXue Chen · Zhang Xi                     | Estados UnidosAngela Akers · Tyra Turner         | Países BaixosSanne Keizer · Marleen van Iersel   |
| Aberto de Sanya Sanya, China De 26 a 31 de outubro de 2010                      | ChinaXue Chen · Zhang Xi                     | AlemanhaSara Goller · Laura Ludwig           | Estados UnidosJennifer Kessy · April Ross        | BrasilMaria Clara Salgado · Carolina Salgado     |
| Aberto de Phuket Phuket (cidade), Tailândia De 2 a 7 de novembro de 2010        | Estados UnidosKerri Walsh · Nicole Branagh   | ItáliaValeria Rosso · Marta Menegatti        | BrasilMaria Clara Salgado · Carolina Salgado     | Países BaixosSanne Keizer · Marleen van Iersel   |

### Masculino
| Torneio                                                                           | Ouro                                        | Prata                                        | Bronze                                       | Quarto lugar                                  |
| Aberto de Brasília Brasília, Brasil De 20 a 25 de abril de 2010                   | Estados UnidosTodd Rogers · Phil Dalhausser | BrasilAlison Cerutti · Emanuel Rego          | BrasilPedro Cunha · Thiago Santos            | BrasilBenjamin Insfran · Bruno Oscar Schmidt  |
| Aberto de Xangai Xangai, China De 3 a 8 de maio de 2010                           | BrasilPedro Solberg · Harley Marques        | AlemanhaJulius Brink · Jonas Reckermann      | BrasilAlison Cerutti · Emanuel Rego          | Estados UnidosTodd Rogers · Phil Dalhausser   |
| Grand Slam de Roma Roma, Itália De 18 a 23 de maio de 2010                        | Estados UnidosTodd Rogers · Phil Dalhausser | BrasilAlison Cerutti · Emanuel Rego          | EspanhaPablo Herrera · Adrián Gavira         | AlemanhaJulius Brink · Jonas Reckermann       |
| Aberto de Mysłowice Mysłowice, Polônia De 25 a 30 de maio de 2010                 | Estados UnidosTodd Rogers · Phil Dalhausser | EspanhaPablo Herrera · Adrián Gavira         | AlemanhaJulius Brink · Jonas Reckermann      | BrasilAlison Cerutti · Emanuel Rego           |
| Grand Slam de Moscou Moscou, Rússia De 8 a 14 de junho de 2010                    | ChinaXu Linyin · Wu Penggen                 | Estados UnidosTodd Rogers · Phil Dalhausser  | AlemanhaJulius Brink · Jonas Reckermann      | Estados UnidosCasey Jennings · Bradley Keenan |
| Aberto de Praga Praga, República Tcheca De 17 a 22 de maio de 2010                | Estados UnidosTodd Rogers · Phil Dalhausser | BrasilAlison Cerutti · Emanuel Rego          | AlemanhaJulius Brink · Jonas Reckermann      | ChinaXu Linyin · Wu Penggen                   |
| Grand Slam de Stavanger Stavanger, Noruega De 29 de junho a 4 de julho de 2010    | AlemanhaDavid Klemperer · Eric Koreng       | NoruegaTarjei Skarlund · Martin Spinnangr    | Estados UnidosTodd Rogers · Phil Dalhausser  | EspanhaPablo Herrera · Adrián Gavira          |
| Grand Slam de Gstaad Gstaad, Suíça De 6 a 11 de julho de 2010                     | Estados UnidosTodd Rogers · Phil Dalhausser | AlemanhaDavid Klemperer · Eric Koreng        | BrasilRicardo Alex Santos · Márcio Araújo    | PolóniaGrzegorz Fijałek · Mariusz Prudel      |
| Série Mundial de Marseille Marseille, França De 20 a 25 de julho de 2010          | ChinaXu Linyin · Wu Penggen                 | LetôniaMārtiņš Pļaviņš · Jānis Šmēdiņš       | PolóniaGrzegorz Fijałek · Mariusz Prudel     | ÁustriaFlorian Gosch · Alexander Horst        |
| Grand Slam de Klagenfurt Klagenfurt, Áustria De 27 de julho a 1 de agosto de 2010 | Estados UnidosTodd Rogers · Phil Dalhausser | Estados UnidosMatt Fuerbringer · Nick Lucena | BrasilAlison Cerutti · Emanuel Rego          | BrasilRicardo Alex Santos · Márcio Araújo     |
| Grand Slam de Stare Jabłonki Stare Jabłonki, Polônia De 3 a 8 de agosto de 2010   | Estados UnidosTodd Rogers · Phil Dalhausser | AlemanhaJulius Brink · Jonas Reckermann      | BrasilRicardo Alex Santos · Márcio Araújo    | AlemanhaDavid Klemperer · Eric Koreng         |
| Aberto de Kristiansand Kristiansand, Noruega De 10 a 15 de agosto de 2010         | Estados UnidosTodd Rogers · Phil Dalhausser | BrasilPedro Solberg · Harley Marques         | BrasilAlison Cerutti · Emanuel Rego          | BrasilRicardo Alex Santos · Márcio Araújo     |
| Aberto de Aland Aland, Finlândia De 17 a 22 de agosto de 2010                     | Estados UnidosTodd Rogers · Phil Dalhausser | BrasilRicardo Alex Santos · Márcio Araújo    | ChinaXu Linyin · Wu Penggen                  | EspanhaPablo Herrera · Adrián Gavira          |
| Aberto de Haia Haia, Países Baixos De 24 a 29 de agosto de 2010                   | Estados UnidosCasey Jennings · Kevin Wong   | BrasilBenjamin Insfran · Bruno Oscar Schmidt | Estados UnidosMatt Fuerbringer · Nick Lucena | Países BaixosEmiel Boersma · Daan Spijkers    |

## Quadro de medalhas
| Ordem | País           | Medalha de ouro | Medalha de prata | Medalha de bronze | Total |
| ----- | -------------- | --------------- | ---------------- | ----------------- | ----- |
| 1.    | Estados Unidos | 13              | 4                | 6                 | 23    |
| 2.    | Brasil         | 10              | 10               | 14                | 34    |
| 3.    | China          | 5               | 3                | 2                 | 10    |
| 4.    | Alemanha       | 1               | 7                | 4                 | 12    |
| 5.    | Áustria        | 0               | 1                | 1                 | 2     |
| 5.    | Espanha        | 0               | 1                | 1                 | 2     |
| 7.    | Itália         | 0               | 1                | 0                 | 1     |
| 7.    | Letônia        | 0               | 1                | 0                 | 1     |
| 7.    | Noruega        | 0               | 1                | 0                 | 1     |
| 9.    | Polónia        | 0               | 0                | 1                 | 1     |